# 全力!ネットユーザーつくり場〜集まれ!ドリームクリエイター〜
『全力!ネットユーザーつくり場〜集まれ!ドリームクリエイター〜』（ぜんりょく!ネットユーザー つくりば〜あつまれ!ドリームクリエイター〜）は、2013年10月6日から2014年3月30日までテレビ東京で放送されていた深夜バラエティ番組。略称「つくり場」。

## 内容
インターネットを通じ視聴者と出演者が力を合わせ今までに無い新しいものをつくっていこうという番組。収録の模様は隔週火曜日22:00からニコニコ生放送にて生放送を公開している。

## 出演者

### MC
- 百花繚乱
- 石田晴香（AKB48）
- 田村淳（ロンドンブーツ1号2号）

### アシスタント
- 桃知みなみ
- ドグマ風見
- アイシス
- 海来
- 相楽咲花

### レギュラー
- ねぎたん（2014年3月2日 - ）

## 過去の出演者

### アシスタント
- ゆうな（2013年10月6日 - 2013年10月27日） - 学業専念のため番組卒業

## 番組企画CD
2013年9月17日の深夜に第1回目の収録（ニコニコ生放送）が行われた。その際、同日に入籍をした田村淳に贈るウェディングソングを作る企画が立ち上がり、百花繚乱がプロデュースして曲を作っていくことになる。
2013年10月15日収録（テレビでは10月27日放送）の作品発表会で「良い感じに仕上がっているのでCD化したい」と言う話になり、日本コロムビアのプロデューサーも出演してCD化への道が動き出す。最初はシングルCDと言う方向で動いていたが、2013年11月12日収録（テレビでは11月24日放送）による出演者の無茶振りでアルバムCDの方向に変わる。
2013年12月10日の収録（ニコニコ生放送）でアルバムCD発売決定が発表された。
そして2014年2月19日に「ニコ動とテレ東「つくり場」から生まれた企画アルバム〜集まれ!ドリームクリエイター」と言うタイトルでアルバムCDが発売された。
CD内に収録されている曲
| 曲番 | 概要                                                             | タイトル                                        | 歌手                                            |
| ---- | ---------------------------------------------------------------- | ----------------------------------------------- | ----------------------------------------------- |
| 1    | 百花繚乱 presents 田村淳に贈るウェディングソング女性ボーカルver. | 「ずっとだよ」                                  | TOKO from So' Fly                               |
| 2    | ドグマ風見 presents ゲーム愛を歌う詩                             | 「Video Game Anthem〜オレ達の輪舞曲(ロンド)〜」 | 串田アキラ&ドグマ風見 feat.ニコニコオールスター |
| 3    | 石田晴香 presents 新感覚乙女ゲームのテーマソング                 | 「Love abuse」                                  | GUMI ver.（作詞・作曲・編曲：れるりり）         |
| 4    | 田村淳 presents                                                  | 「よこそう東京へ音頭」                          | つくり場 つくりスト一同                         |
| 5    | 桃知みなみ presents キンプンマンレディーの歌                     | 「Shine」                                       | アイシス                                        |
| 6    | 桃知みなみ presents                                              | 「どっち?こっち?もっち!!〜ヲタ芸できるかな?〜」 | 桃知みなみ                                      |
| 7    | 岸田メル&EHAMIC presents                                         | 「うわさのジャパニーズボーイ」                  | 岸田メル                                        |
| 8    | 百花繚乱 presents 田村淳に贈るウェディングソング男性ボーカルver. | 「スタートライン」                              | 新社会人                                        |

## 主な企画
- 田村淳に贈るウェディングソング企画

百花繚乱担当プロジェクト。
品田英雄の世界で勝負するならダンスナンバーな物が良いと言う意見で、ダンスナンバーなウェディングソングを作ることに決まる。百花繚乱がTwitterで作曲者を募集すると、リツイートを見たと言うネットユーザーから反応があり、作曲を依頼することになった。ダンサーのTAKAHIROの意見をヒントに、百花繚乱が振り付けをしたダンス動画をイメージとして作曲を進める。歌詞はニコニコ生放送でネットユーザーと一緒に考えて作られた。歌手はニコニコ動画の歌ってみたで活動している「新社会人」に決まり、「スタートライン」が完成した。
その後、女性ボーカルver.も作ることになり、GIORGIO 13 CANCEMIが担当することに決定。歌手はTOKO from So' Flyで「ずっとだよ」が完成した。
田村淳は番組中に「まだ結婚式をやるかは分からないけど、本当に結婚式をやる時は使うよ」と語っていた。そして実際に2014年2月22日に行われた挙式後の結婚披露宴、新郎新婦入場曲に「ずっとだよ」を使用している。その模様は2014年3月18日の「ジュニア＆ロンブー淳 ラブ婚&ダメ婚SP!!」で放送された。同番組内では披露宴最後の田村淳のコメント後にも「ずっとだよ」が使用されていた。
- つくり場アルバムCD企画

上記CD企画の欄を参照。
- 新しい東京の御土産「東京ソース」を作ろう

田村淳担当プロジェクト。
2020年に開催が決まった東京オリンピックに観光客が沢山来ることを見越して、東京の代表的な御土産を作ろうと言う企画。ニコニコ生放送でもアイデアを募集して色々な種類のソースが作られた。ソース試食会も開催された結果、白味噌とピーナッツを合わせたソースと、チョコレートとベリーを合わせたソースの評価が高かった。マックスリミテッド社から「ロンブー淳が作った 東京白ソース」と「ロンブー淳が作った 東京黒ソース」と言う名前で商品化が進められて、2014年3月20日からJR山の手線の「NEWDAYS（ニューデイズ）」で販売が開始された。順次販売店は拡大される予定である。また、つくり場CDに収録されている「よこそう東京へ音頭」も同じく田村淳担当プロジェクト。2020年の東京オリンピックを盛り上げるためのテーマソングと言うコンセプトで作られた。
- 乙女ゲームプロジェクト

石田晴香担当プロジェクト。
石田晴香は自らが激萌えできる乙女ゲームを作ろうと言うことで、企画書を書きウィローエンターテイメントに売り込みに行った。ここから乙女ゲームプロジェクトが始動する。番組の流れで石田晴香の性癖が語られて、「なじられたい」をテーマにした乙女ゲームに決まる。この乙女ゲームに参加する声優のオーディションも開催された。キャラクターデザインは「かる」。「れるりり」が作詞作曲した「Love abuse」がテーマソングとして決まった。第17回テレビ放送でゲームのタイトルが「恋愛 エターナル学園」に決まったと発表された。第19回テレビ放送で2014年3月中に間に合わせるために豪華声優陣の参加も急遽決定した。3月中旬に公式HP、公式ツイッターが開設されて、事前登録受付開始。「つくり場」終了後の2014年春にスマホアプリゲームとしてサービスが開始される予定だったが、2016年現在延期となっている。
決まった参加声優陣
- 梶裕貴 - 赤城 佑人（あかぎ ゆうと）役
- 鈴村健一 - 黒澤 蒼馬（くろさわ そうま）役
- 三木眞一郎 - 白渡 敦（しらと あつし）役
- 石田晴香 - 香日向 慧（こひなた けい）役
- 宮野真守 - 立花 翡翠（たちばな ひすい）役
- 佐伯恵理香 - 早乙女 桜織（さおとめ さおり）役
- 石川由依 - 水崎帆 乃夏（みずさき ほのか）役
- 末川知佳 - 銀谷 椿（かなや つばき）役
- 井上麻里奈 - 山吹 マリア（やまぶき まりあ）役
- 伊瀬茉莉也 - 緑川 あおい（みどりかわ あおい）役

### 終了企画
- 田村淳の新妻選手権

田村淳に贈るウェディングソングのMVに出演する新妻役のオーディション企画。アイドル、芸人、生主（ニコニコ生放送のユーザー生放送配信者のこと）など8人がエントリーして対決が行われた。「なじられた時の対応」「笑顔」「手先の器用さ」「3分クッキング」「3分間の服たたみ」「演技」「演技」と7回戦行われて、優勝者は現役OL生主ねぎたんに決まった。
- 今までにない生放送を作ろう

国生さゆりにニコニコ生放送を体験して貰い、今までにないニコニコ生放送を作ろうと言う企画。国生さゆりの説法放送が行われた。
- 桃知みなみがイルカに乗る動画を作ろう

桃知みなみ担当プロジェクト。
当初は桃知みなみがシャチに乗る動画を作る企画だったが、水族館に聞いてみると「それは危険」と言われてイルカに乗る動画に変更された。イルカの上に立ってプールを1周する練習をするも、上手くいかずに制限時間を迎えてしまう。その時、妹の桃知みなこが突然現れてプールを1周。プロジェクトを成功させた。
- 今までにないゲームを作ろう

ドグマ風見担当プロジェクト。
ボードゲームやアナログゲームは大人数で出来るから良いと言う意見が出て、初対面の人と仲良くなれるアナログゲームを作ることに決まる。ドグマ風見はニコニコ生放送でアイデアを募って「ホメタッター」を完成させて堀井雄二に披露した。そこから更に改良を加え、相手を褒め合い仲良くなれるゲーム「おだて豚」が作られた。「おだて豚」はつくり場CDに特典として封入されている。
- ガンホーのCMを作ろう

ガンホーのロケでディバインゲートのCMを作らせて貰えることになる。ネットユーザーから「5秒で何が出来るか!?」と言う動画を募集してCMが作られた。監修はいずみ包が務めている。
- キンプンマンをテーマにした動画を作ろう

桃知みなみ担当プロジェクト。
岸田メルのTwitterに上げられた全身金色の自身の写真が話題になったことをヒントに、キンプンマンをテーマにした動画を作ることが決まる。動画に合わせた曲「Shine」も作られてPV動画が完成した。キンプンマンレディー役は相楽咲花。
- アニメ「ダイヤのA」の今までにないエンドカードを作ろう

話し合いでお題は「登場人物が小学校時代に偶然会っていた」に決まった。ニコニコ静画で一般ユーザーから募集されて、採用されたエンドカードは「ダイヤのA」第12話（2013年12月22日放送）で使用された。
- アルバカレーの新キャラクターを作ろう

塚本勲の協力で、アルバカレー（レトルトカレー）の新パッケージを作らせて貰えることになる。話し合いの結果、萌えキャラでアルバくんの子供の双子キャラを作る事になった。ニコニコ静画で一般ユーザーから募集されて、採用されたイラストのアルバカレーは2014年3月1日から期間限定で販売。
- バンタン×セガ 声優オーディション

バンタンゲームアカデミーとセガのコラボで声優オーディションが開催された。対象はセガが開発中のゲーム「ワンダーランドウォーズ」の女性キャラクター1人。オーディションの模様も放送されて、2014年2月15日のジャパンアミューズメントエキスポ2014のセガブースで石田晴香が合格と発表された。

## 放送リスト
| 回 | テレビ東京放送日 | テーマ                          | ゲスト |
| -- | ---------------- | ------------------------------- | --- |
| 1  | 2013年10月6日    | 音楽                            | 品田英雄 |
| 2  | 2013年10月13日   | 今までにない生放送をつくろう    | 国生さゆり |
| 3  | 2013年10月20日   | アニマル                        | 松原卓二 |
| 4  | 2013年10月27日   | 作品発表会スペシャル            | 吉木りさ・赤園虎次郎（風男塾） |
| 5  | 2013年11月3日    | ゲーム                          | 吉木りさ・赤園虎次郎（風男塾）・ハンゲ太郎・大橋貴司 |
| 6  | 2013年11月10日   | ネット系女子                    | 吉木りさ・赤園虎次郎（風男塾）・檜垣ゆき代 |
| 7  | 2013年11月17日   | ガンホーでCM作り                | ミスター☆ディバイン・森下一喜・高野康太 |
| 8  | 2013年11月24日   | 作品発表会スペシャル            | palet（君島光輝・藤本結衣）・岸田メル |
| 9  | 2013年12月1日    | お土産                          | palet（君島光輝・藤本結衣）・岸田メル・はんつ遠藤 |
| 10 | 2013年12月8日    | なるほ動画                      | palet（君島光輝・藤本結衣）・岸田メル・江川達也 |
| 11 | 2013年12月15日   | 人気アニメ「ダイヤのA」とコラボ | 浅沼晋太郎・増原光幸・東地宏樹 |
| 12 | 2013年12月22日   | 作品発表会スペシャル            | THE ポッシボー（岡田ロビン翔子・後藤夕貴）・椎名ぴかりん・ちっちゃいおっさん |
| 13 | 2014年1月5日     | 2014年の流行をつくり場          | THE ポッシボー（岡田ロビン翔子・後藤夕貴）・椎名ぴかりん・ちっちゃいおっさん・ちっちゃいおばはん |
| 14 | 2014年1月12日    | キャラクターでつくり場          | THE ポッシボー（岡田ロビン翔子・後藤夕貴）・椎名ぴかりん・ちっちゃいおっさん・ちっちゃいおばはん・塚本勲 |
| 15 | 2014年1月19日    | つくり場CD誕生までの軌跡        | TOKO from So' Fly・最終兵器俺達（こーすけ）・Gero |
| 16 | 2014年1月26日    | つくり場CD誕生までの軌跡        | THE ポッシボー（岡田ロビン翔子・後藤夕貴）・串田アキラ・れるりり |
| 17 | 2014年2月2日     | おまけでつくり場                | TOKO from So' Fly・GIORGIO 13 CANCEMI・Gero |
| 18 | 2014年2月16日    | つくり場CD発売直前SP            | TAKAHIRO・串田アキラ・後藤夕貴（THE ポッシボー）・井坂聡・Gero・ねぎたん・なぎさりん・前川真帆美 |
| 19 | 2014年2月23日    | つくり場CDついに発売したぞSP    | TAKAHIRO・後藤夕貴（THE ポッシボー）・井坂聡・Gero・ねぎたん・前川真帆美 |
| 20 | 2014年3月2日     | つくり場CD拡散プロジェクト      | ねぎたん（この回からレギュラー入り） |
| 21 | 2014年3月9日     | ゲーム実況                      | 最終兵器俺達（こーすけ・キヨ・フジ・ヒラ）・大橋貴司・ハンゲ太郎 |
| 22 | 2014年3月16日    | 作品発表会スペシャル            | 長澤奈央・井坂聡・塚本勲・岸田メル |
| 23 | 2014年3月23日    | おかわりSP                      | スタジオゲストはなし |
| 24 | 2014年3月30日    | つくり場 FINAL LIVE             | TAKAHIRO・串田アキラ・TOKO from So' Fly・GIORGIO 13 CANCEMI・最終兵器俺達（こーすけ・フジ）・めろちん・岸田メル・エハミック・チーム湯豆腐（湯毛・towaco）・せらみかる・ハンゲ太郎・クサカアキラ・ひげおやじ・三浦コウ |

## スタッフ
- 構成：小林隆史、コバヤシマナブ
- ナレーター：おーくまねこ。、水野らむね
- TP：軒名秀明
- TD・SW：杉山紀行
- CAM：中村純、三好哲也、宮澤一央、山田洋和、坂本将俊、青木俊、菊池守、佐藤文、吉田剛、杉村正視
- VE：徳永一馬、福重伸隆、平野裕城
- VTR：福重伸隆、中村寿昌、楠部達也、船山道夫
- 音声：交音社（西田敬、柳澤裕文、富井貴弘）
- 照明：藤沼宏彰（夢玄）
- CA：岸上健二、水谷有貴、田川真之介、中山由貴、山田啓史、岡田雄太、佐藤文哉、千葉弦毅
- 美術：金森明日香（テレビ東京アート）
- CG：小室泰樹（コーラルレッド）
- イラスト：DNA
- 音楽：田辺章男
- 音効：村山達彦
- MIX：西田敬（交音社）
- 編集：朝野邦明、菊地和美
- MA：齋藤健二
- 技術協力：池田屋、エクサインターナショナル、クローク株式会社、千代田ビデオ、ARTPLAZA
- 協力：ニコニコ動画、koebu、テレビ東京ミュージック
- AD：山口大介、出家李紅
- AP：宮澤智美
- ディレクター：中川大輔、三宅康仁、中津川健次郎、藤本元
- アソシエイツプロデューサー：薦田真理子
- 総合演出：黒田豊秋
- プロデューサー：合田和弘、本田光範（テレビ東京コミュニケーションズ）、植木栄次（エムファーム）
- 制作協力：エムファーム
- 製作：TV TOKYO COM txcom.jp

## 関連番組
- しこみ場 - 2013年10月7日から開始。主にスタッフが出演して「つくり場」のテレビ放送を実況・番組構成会議・反省会議を行う。毎週日曜日24:00にニコニコ生放送で放送。
- つくりばたけ - 「つくり場」本編で企画された内容のアイデアを募ったり、物作りを進める。企画ごとに出演者は異なる。不定期でニコニコ生放送で放送。
- つくり場CDフェス - 2014年2月19日から2014年3月18日の「つくり場CDライブ」まで毎日つくり場CDに関することをニコニコ生放送で放送された。毎日出演者は異なる。番組出演者、番組スタッフ、つくり場ユーザーなどが出演していた。
- ドリームクリエイター→ドリーム²クリエイター - MC陣が同じで、事実上の前番組